# Evelyn (film, 2012)
Pour les articles homonymes, voir Evelyn.
Pour plus de détails, voir Fiche technique et Distribution.
Evelyn est un film espagnol réalisé par Isabel de Ocampo, sorti en 2012.

## Synopsis
Une jeune femme péruvienne se voit promettre un travail en Espagne mais, sur place, elle est contrainte de se prostituer.

## Fiche technique
- Titre : Evelyn
- Réalisation : Isabel de Ocampo
- Scénario : Juanma Romero Gárriz et Isabel de Ocampo
- Musique : Antonio Escobar
- Photographie : José David Montero
- Montage : Mapa Pastor
- Production : Beatriz de la Gándara et Chema de la Peña (producteur délégués)
- Société de production : Fernando Colomo Producciones Cinematográficas et La voz que yo amo
- Pays :  Espagne
- Genre : Thriller
- Durée : 95 minutes
- Dates de sortie : 
  -  Espagne : 8 juin 2012

## Distribution
- Cindy Díaz : Evelyn
- Sara Bibang : Elizabeth
- Vivi Cuenca : Limpiadora
- Ari Saavedra : Margarita, la cousine d'Evelyn
- Javier Sanz : Joyero
- Adolfo Fernández : Ricardo
- Agnes Kiraly : Mayra
- Guadalupe Lancho : Amanda

## Distinctions
Le film a été nommé au prix Goya du meilleur nouveau réalisateur.